# Blaxotes wollastonii
Blaxotes wollastonii là một loài bọ cánh cứng trong họ Cerambycidae.